# 暗記
暗記（あんき、諳記）とは、書いてある文章を見ないで口に出して言えるようにするために覚えること。記憶法の一種である。
一般にさまざまな意味で用いられる。暗記という言葉の用法を大まかに分類すると、理解の伴う記憶とほぼ同じ意味を表す場合、サヴァン症候群のように理解の伴わない記憶を表す場合（丸暗記）の2通りある。

## 暗記法
カードなどによる暗記
小型のカード（暗記カード・単語カード）による暗記。外国語の暗記などに用いられる。カードの表と裏にスペルと意味を別々に書いて記憶する。近年では電子式の単語カードも登場した。間隔反復の理論に基づく、パソコンやスマートフォンのソフトウェアもある。
語呂合わせによる暗記
語呂合わせは数字を記憶するために使われることが多い。年号などの暗記によく使われる。
ペンとシートによる暗記
赤や緑などのチェック用のペンやマーカー、専用テープなどで暗記したい部分に色を付け、赤や緑のシートを用いて暗記したい部分を隠しながら暗記する。歴史などをノートに書いて暗記するときに使われる。

## 学習
学問において数学のように最小限の公理から理論的により導出できる要素が多い分野に対し、丸暗記するしかない専門用語が多い教科は暗記科目との誤解から敬遠されることがある。知識を詰め込むような科目は否定的に捉えられることが多く、例えば高校の生物では、学習すべき用語を2千語から512語へ絞るなどの工夫が行われている。

## 競技
マインドスポーツのうち、暗記量を競うものはメモリースポーツとも呼ばれる。